# Cratere McMurdo
McMurdo  è un cratere sulla superficie di Marte.